# Ryan Dunn
Ryan Matthew Dunn, ps. Random Hero (ur. 11 czerwca 1977 w Medina, zm. 20 czerwca 2011) – amerykańska osobowość telewizyjna, najlepiej znany ze swoich występów w programach Jackass, Viva la Bam i Homewrecker (Demolka). Był członkiem CKY Crew. Grał główną rolę w filmie Bama Margery pod tytułem Haggard.

## Życiorys

### Wczesne lata
Urodził się w Medina w stanie Ohio. W młodym wieku wyjechał z rodzicami do Nowego Jorku, próbując rozwiązać swój problem narkotykowy. Był bardzo złym kierowcą. Kiedyś obrócił osiem razy samochód z Bamem Margerą, Jessem Margerą i Chrisem Raabem pod nadjeżdżające samochody. Jess wyszedł z tego incydentu z pękniętym nadgarstkiem. Dunn po raz pierwszy został zauważony przez opinię publiczną podczas występów w filmach CKY, gdzie wystąpił wraz z przyjaciółmi z CKY Crew.

### Kariera

#### Początki kariery
Podczas kręcenia numeru w Jackass: Świry w akcji Dunn prowadził wózkiem golfowym wraz z Johnnym Knoxville’em jako jego pasażerem. Celem numeru było przeskoczenie wózkiem nad pułapką piaskową i wylądowanie na plastikowej statui przedstawiającej dużą świnię, która miała wtedy ulec zniszczeniu. Jednakże statua się nie zniszczyła, wózek golfowy odbił się do góry, przekoziołkował, wyrzucając Dunna, i wylądował na dachu, przygniatając Knoxville’a. Knoxville na chwilę stracił przytomność, ale nie został poważnie ranny.
Kolejnym numerem z filmu Jackass z nim w roli głównej było umieszczenie samochodzika-zabawki w jego odbycie. Samochodzik był umieszczony w kondomie pokrytym lubrykantem. Następnie poszedł do lekarza, który miał mu zrobić prześwietlenie i odkryć samochodzik. Początkowo to Steve-O miał wykonać ten numer, ale ostatecznie odmówił zrobienia tego, gdyż jak stwierdził, jego tata wyparłby się go. Dunn występował także w Jackass: Numer dwa.

#### Późniejsza kariera
W 2006 roku, Dunn i Bam Margera wzięli udział w wyścigu Gumball 3000 jadąc Lamborghini Gallardo Bama, a następnie wyruszyli w trasę „The Dunn and Don Vito Rock Tour” z Donem Vito, która została wydana na DVD 20 marca 2007 roku. Dunn i Margera ponownie uczestniczyli w Gumballu w 2008 roku.
2 grudnia 2008 roku Bam Margera, podczas wywiadu z Big O and Dukes w radiu 106.7 WJFK-FM oświadczył, że Dunn zamierza wyjechać do Włoch, aby nakręcić film Where the F*%# are my Ancestors. W tym samym miesiącu Dunn pojawił się w odcinku Smut serialu Prawo i porządek: sekcja specjalna. Pojawił się również w filmie Street Dreams, który został wydany wiosną 2009 roku. Wystąpił tam razem z Robem Dyrdekiem i Paulem Rodriguezem Jr. Dunn miał zagrać również główną rolę w pełnometrażowej komedii Living Will. Wystąpił również w Jackass 3D które miało premierę w październiku 2010.

### Śmierć

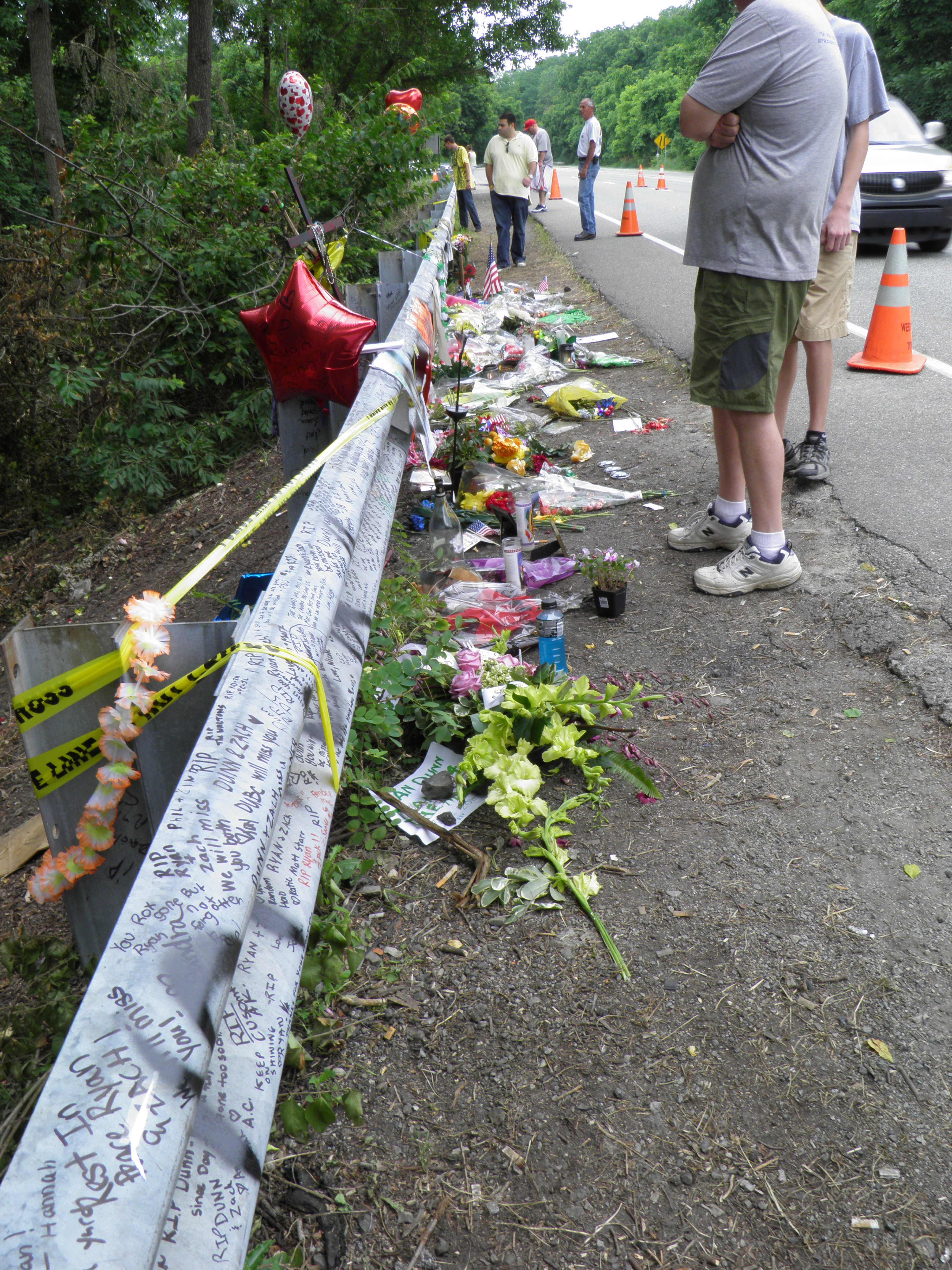
Kwiaty składane w miejscu wypadku

20 czerwca 2011 roku około 3:30 rano Dunn oraz Zachary Hartwell, asystent producenta filmu „Jackass: Numer dwa” zginęli, kiedy prowadzone przez Dunna Porsche 911 GT3 zjechało z drogi i uderzyło w drzewo w West Goshen Township w Pensylwanii.
Policyjni biegli stwierdzili, iż przyczyną wypadku mogła być nadmierna prędkość; wstępne dochodzenie wykazało, że samochód poruszał się z prędkością 212–230 km/h w strefie z ograniczeniem do 90 km/h. Raport toksykologiczny wykazał, że Dunn miał 1,96‰ alkoholu we krwi, co dwukrotnie przekracza dopuszczalną ilość w stanie Pensylwania.

## Życie prywatne
16 kwietnia 2005 roku Dunn został zatrzymany za szybką jazdę pod wpływem alkoholu. Został aresztowany za to i kilka innych wykroczeń, lecz szybko wypuszczono go po wpłaceniu kaucji.

## Filmografia

### Telewizja
- Jackass (MTV, 2000–2002)
- Homewrecker (2007)
- Viva la Bam (MTV, 2003–2006)
- Bam’s Unholy Union (MTV, 2008)
- Jackassworld.com: 24 Hour Takeover (MTV Special, 2008)
- Bam’s World Domination (Spike TV, 2010)

### Filmy
- Jackass: Świry w akcji (2002)
- Haggard: The Movie (2004)
- Jackass: Numer dwa (2006)
- Dudesons (2006)
- Jackass 2.5 (2007)
- Bam Margera Presents: Where the ♯$&% Is Santa? (2008)
- Street Dreams (2009)
- Jackass 3D (2010)

### Filmy na DVD
- Seria filmów CKY: CKY, CKY2K, CKY3 and CKY4. (1998–2003)
- Don’t Try This At Home – The Steve-O Video Vol. 1 (2001)
- Don’t Try This At Home – The Steve-O Video Vol. 2: The Tour (2002)
- Dunn and Vito’s Rock Tour (2007)